# Liam Stewart
Liam McAlister Stewart (* 5. September 1994 in London, England) ist ein britisch-neuseeländischer Eishockeyspieler, der seit Oktober 2019 bei den Milton Keynes Lightning aus der britischen National Ice Hockey League unter Vertrag steht und in den Sommermonaten parallel für die Skycity Stampede in der New Zealand Ice Hockey League auf der Position des Centers spielt.

## Karriere
Stewart wurde in der britischen Landeshauptstadt London geboren und ist das zweite Kind aus der Ehe des britischen Sängers Rod Stewart und des neuseeländischen Fotomodells Rachel Hunter. Nach der Trennung des Paares wuchs er ab seinem dritten Lebensjahr bei seiner Mutter im US-amerikanischen Hermosa Beach, einem Vorort der Metropole Los Angeles im Bundesstaat Kalifornien, auf. Dort spielte der Stürmer zu Beginn seiner Juniorenkarriere für Mannschaften aus dem Stadtgebiet in der Tier 1 Elite Hockey League. Unter anderem war er zwischen 2010 und 2011 in der U16-Mannschaft des Nachwuchsprogramms der Los Angeles Kings aus der National Hockey League aktiv. Parallel spielte er bis zu seinem 13. Lebensjahr Fußball.
Im Anschluss an das Spieljahr 2010/11 wurde der gebürtige Brite im Entry Draft der United States Hockey League in der 14. Runde an 203. Stelle von den Lincoln Stars ausgewählt. Stewart entschied sich allerdings, seine Juniorenkarriere in der kanadischen Western Hockey League fortzuführen. Dort unterschrieb er vor der Saison 2011/12 einen Vertrag beim US-amerikanischen Team Spokane Chiefs aus dem Bundesstaat Washington. Dem Franchise blieb der Mittelstürmer über vier Spielzeiten lang treu und bestritt bis zum Frühjahr 2015 insgesamt 283 Partien für die Mannschaft. Dabei erzielte er insgesamt 142 Scorerpunkte. Nachdem er in den ersten drei Spieljahren nie mehr als 30 Punkte erzielt hatte, schloss er sein letztes Jahr in der Liga mit 53 Punkten ab, womit er sich im Vergleich zu den Vorjahren deutlich steigerte. Der Assistenzkapitän der Chiefs war damit fünftbester Scorer des gesamten Teams.
Nachdem er im NHL Entry Draft unbeachtet geblieben war, unterschrieb Stewart nach dem Ende der WHL-Saison 2014/15 Mitte April 2015 seinen ersten Profivertrag bei den Quad City Mallards aus der ECHL. Dort feierte er in den Play-offs sein Profidebüt. Im Verlauf seiner zwei Einsätze für die Mallards schoss er ein Tor. Im August 2015 unterschrieb er als Free Agent einen Vertrag beim Ligakonkurrenten Missouri Mavericks, die ihn allerdings zwei Monate später – und noch vor dem Start der Spielzeit 2015/16 – innerhalb der Liga gegen eine ungenannte Geldsumme zu den Alaska Aces transferierten. Bei den Aces absolvierte Stewart im Saisonverlauf lediglich 13 von 72 Einsätzen, da ihn Verletzungen zu zahlreichen Pausen zwangen. Er verbuchte vier Scorerpunkte, darunter ein Tor.
Im Sommer 2016 kehrte Stewart nach 19 Jahren in sein Geburtsland zurück, als er einen Vertrag bei den Coventry Blaze aus der britischen Elite Ice Hockey League unterschrieb. Der Stürmer absolvierte 49 Spiele der 52 Saisonspiele. Trotz seiner 20 Scorerpunkte verpassten die Blaze jedoch die Qualifikation für die Playoffs und schlossen die Saison als Tabellenneunter ab. In der folgenden Spielzeit lief der Stürmer für den Ligakonkurrenten Guildford Flames auf. Anschließend wechselte er 2019 in die New Zealand Ice Hockey League zu den Skycity Stampede, wo er im selben Jahr die Neuseeländische Meisterschaft gewann. Als wertvollster Spieler und bester Torschütze hatte Stewart daran maßgeblichen Anteil. Vor dem Hintergrund der COVID-19-Pandemie kehrte er nach dem Erfolg in das Vereinigte Königreich zurück, wo er seitdem für die Milton Keynes Lightning in der National Ice Hockey League aufläuft. die Sommerpause 2021 verbrachte er erneut in Neuseeland bei den Skycity Stampede.

### International
Für sein Geburtsland lief Stewart sowohl im Junioren- als auch im Herrenbereich bei internationalen Turnieren auf. Für die britische U20-Nationalmannschaft spielte der Stürmer bei der U20-Junioren-Weltmeisterschaft der Division IB 2014. Dort belegte die Mannschaft den fünften Rang und erreichte damit zunächst sportlich den Klassenerhalt. Dazu trug er in fünf Turnierspielen vier Scorerpunkte bei. Letztlich stiegen die Briten aber aufgrund des Einsatzes eines nicht spielberechtigten Akteurs am Grünen Tisch nachträglich in die Division IIA ab.
Seine ersten Partien für die britische Nationalauswahl hatte Stewart im Rahmen der Weltmeisterschaft der Division IB 2017, die das Team mit dem Aufstieg in die Division IA abschloss. Der Angreifer bestritt alle fünf Turniereinsätze und erzielte dabei zwei Tore. Zudem bereitete er ein weiteres vor. Bereits zwei Jahre zuvor war Stewart erstmals in den Kader für die Weltmeisterschaft der Division IB 2015 berufen worden, musste seine Teilnahme aber aufgrund einer Schulterverletzung absagen.

## Erfolge und Auszeichnungen
- 2019 Neuseeländischer Meister mit den Skycity Stampede
- 2019 Wertvollster Spieler der New Zealand Ice Hockey League
- 2019 Bester Torschütze der New Zealand Ice Hockey League
- 2019 Wertvollster Spieler der NZIHL-Finalrunde

### International
- 2017 Aufstieg in die Division I, Gruppe A bei der Weltmeisterschaft der Division I, Gruppe B

## Karrierestatistik

### International
Vertrat Großbritannien bei:
- U20-Junioren-Weltmeisterschaft der Division IB 2014
- Weltmeisterschaft der Division IB 2017

(Legende zur Spielerstatistik: Sp oder GP = absolvierte Spiele; T oder G = erzielte Tore; V oder A = erzielte Assists; Pkt oder Pts = erzielte Scorerpunkte; SM oder PIM = erhaltene Strafminuten; +/− = Plus/Minus-Bilanz; PP = erzielte Überzahltore; SH = erzielte Unterzahltore; GW = erzielte Siegtore; 1 Play-downs/Relegation; Kursiv: Statistik nicht vollständig)